# Negroroncus jeanneli
Negroroncus jeanneli är en spindeldjursart som beskrevs av Max Vachon 1958. Negroroncus jeanneli ingår i släktet Negroroncus och familjen Ideoroncidae. Inga underarter finns listade i Catalogue of Life.